# Vilém Perknovský
Vilém Ignác Karel Perknovský, (25. února 1842, Ledeč nad Sázavou – 1. ledna 1928, Ledeč nad Sázavou), byl podnikatel, starosta a druhý ledečský poštmistr.

## Život
Vilém Perknovský byl synem Václava Perknovského, prvního poštmistra v Ledči, a matky Terezie, rozené Černý, také z Ledče. Po smrti svého otce se stal Vilém poštmistrem, a to od roku 1869 až do roku 1900. V tomto roce se pošta přestěhovala do č.p. 139 na východní straně náměstí do budovy známé jako "Panský", bývalý zájezdní hostinec. V roce 1900 založil Vilém v městě vápenku pod vrchem Rašovec. Stejně jako jeho otec byl také Vilém starostou Ledče, a to v letech 1890 až 1894. Vilém Perknovský zemřel 1. ledna 1928 v Ledči nad Sázavou a byl pohřben do rodinné hrobky v Ledči.

## Rodina
Vilém byl ženatý. Vzal si Albínu, dceru Gabriela Hellmutha z Vlašimi. Měli spolu 4 děti.
- Karel Perknovský (1879 - ?) - lékař
- Vilém Jiří Perknovský (1882 - 1958) - majitel vápenky
- Pavel Perknovský (1884 - ?) - nadporučík u čs.1 pluku jízdy v Terezíně
- Terezie Perknovská (1886 - ?)